# Elachyptera bipindensis
Elachyptera bipindensis är en benvedsväxtart som först beskrevs av Ludwig Eduard Theodor Loesener, och fick sitt nu gällande namn av Rudolf Wilczek. Elachyptera bipindensis ingår i släktet Elachyptera och familjen Celastraceae. Inga underarter finns listade.